# El Salvador nos Jogos Pan-Americanos de 2011
El Salvador participou dos Jogos Pan-Americanos de 2011 em Guadalajara, no México.

## Medalhas
| Atleta        | Esporte  | Prova                             | Medalha |
| ------------- | -------- | --------------------------------- | ------- |
| Evelyn Garcia | Ciclismo | Estrada contra o relógio feminino | Prata   |

## Desempenho

### Boliche
Duplas
| Atletas                             | Evento    | 1ª série | 1ª série | Final | Final |
| Atletas                             | Evento    | Res.     | Pos.     | Res.  | Pos.  |
| ----------------------------------- | --------- | -------- | -------- | ----- | ----- |
| Angel Ortiz Francisco Sanchez       | Masculino | 2.056    | 16º      | 4.279 | 16º   |
| Carmen Granillo Eugenia Quintanilla | Feminino  | 2.056    | 14º      | 4.116 | 14º   |

### Ciclismo

#### Moutain Bike
| Atleta                  | Evento   | Tempo | Pos. |
| ----------------------- | -------- | ----- | ---- |
| Jennifer Edith Portillo | Feminino |       |      |

#### Estrada
| Atleta        | Evento                            | Final    | Final   |
| Atleta        | Evento                            | Tempo    | Posição |
| ------------- | --------------------------------- | -------- | ------- |
| Evelyn Garcia | Corrida em estrada feminino       | 2:18:23  | 12º     |
| Adriana Rojas | Corrida em estrada feminino       | 2:18:23  | 16º     |
| Evelyn Garcia | Estrada contra o relógio feminino | 28:13.76 |         |

### Levantamento de peso
Masculino
| Atleta          | Categoria | Resultado (kg) | Resultado (kg) | Resultado (kg) | Posição |
| Atleta          | Categoria | Arranque       | Arremesso      | Total          | Posição |
| --------------- | --------- | -------------- | -------------- | -------------- | ------- |
| Julio Salamanca | Até 56 kg | 110            | 140            | 250 kg         | 5º      |
| Marvin Aquino   | Até 56 kg | 108            | 135            | 243            | 6º      |

Feminino
| Atleta         | Categoria | Resultado (kg) | Resultado (kg) | Resultado (kg) | Posição |
| Atleta         | Categoria | Arranque       | Arremesso      | Total          | Posição |
| -------------- | --------- | -------------- | -------------- | -------------- | ------- |
| Genesis Murcia | Até 48 kg | 68             | 85             | 153 kg         | 5º      |

### Lutas
Livre
| Atleta        | Evento              | Oitavas de Final       | Quartas de final                | Semifinais             | Repescagem             | Final                                                 | Pos.        |
| Atleta        | Evento              | Adversário e resultado | Adversário e resultado          | Adversário e resultado | Adversário e resultado |                                                       | Pos.        |
| ------------- | ------------------- | ---------------------- | ------------------------------- | ---------------------- | ---------------------- | ----------------------------------------------------- | ----------- |
| Luis Portillo | Até 60 kg masculino | Bye                    | MEX Guillermo Torres D 0-3, 3-5 |                        | Bye                    | Disputa pelo bronze: ARG Fernando Iglesias D 0-5, 0-4 | Não avançou |

### Remo
| Atleta                         | Prova                            | Elim.   | Elim.     | Repescagem | Repescagem | Final   | Final         |
| Atleta                         | Prova                            | Tempo   | Pos.      | Tempo      | Pos.       | Tempo   | Pos.          |
| ------------------------------ | -------------------------------- | ------- | --------- | ---------- | ---------- | ------- | ------------- |
| Roberto Carlos Lopez           | Skiff simples masculino          | 7:40.09 | 5º/bat. 2 | 7:36.57    | 4º/rep. 2  | 7:21.01 | 9º/3º Final B |
| Francisco Chacon Juan Alavarez | Skiff duplo peso leve masculino  | 7:08.12 | 5º/bat. 1 | 6:53.80    | 4º/rep. 2  | 6:49.47 | 9º/3º Final B |
| Ana Vargas                     | Skiff simples feminino           | 8:04.49 | 1º/bat. 2 | BYE        | BYE        | 8:16.85 | 5º            |
| Marta Figueroa                 | Skiff simples peso leve feminino | 8:45.22 | 3º/bat. 1 | 8:12.62    | 4º/rep. 1  | 8:15.91 | 6º            |

### Tiro com arco
| Atleta                                    | Evento               | Qualificatória | Qualificatória | Fase de 32               | Oitavas de final        | Quartas de final             | Semifinais             | Final                  | Pos.        |
| Atleta                                    | Evento               | Pts.           | Pos.           | Adversário e resultado   | Adversário e resultado  | Adversário e resultado       | Adversário e resultado | Adversário e resultado | Pos.        |
| ----------------------------------------- | -------------------- | -------------- | -------------- | ------------------------ | ----------------------- | ---------------------------- | ---------------------- | ---------------------- | ----------- |
| Miguel Veliz                              | Individual masculino | 1271           | 15º            | CUB Jaime Quintana D 1-7 | Não avançou             | Não avançou                  | Não avançou            | Não avançou            | Não avançou |
| Oscar Ticas                               | Individual masculino | 1267           | 16º            | COL Diego Torres V 6-2   | USA Brady Ellison D 0-6 | Não avançou                  | Não avançou            | Não avançou            | Não avançou |
| Cristobal Merlos                          | Individual masculino | 1158           | 31º            | CAN Crispin Duenas D 0-6 | Não avançou             | Não avançou                  | Não avançou            | Não avançou            | Não avançou |
| Oscar Ticas Miguel Veliz Cristobal Merlos | Equipes masculinas   | 3696           | 8º             |                          | ECU Equador V 218-196   | USA Estados Unidos D 220-224 | Não avançou            | Não avançou            | Não avançou |

Legenda
| Recorde mundial                  | Recorde mundial (World record)               |                       | Recorde africano                      | Recorde africano (African) |                                           | Q | Classificado por posição (Qualified) |
| Recorde dos Jogos Pan-Americanos | Recorde pan-americano (Pan-American record)  | Recorde da América    | Recorde da América (Americas)         | q                          | Classificado por melhor tempo (Qualified) |   |                                      |
| Melhor marca do ano              | Melhor marca do ano (World leading)          | Recorde asiático      | Recorde asiático (Asian)              | DNS                        | Não largou (Did not start)                |   |                                      |
| Recorde nacional                 | Recorde nacional (National record)           | Recorde europeu       | Recorde europeu (European)            | DNF                        | Não terminou (Did not finish)             |   |                                      |
| Recorde pessoal                  | Recorde pessoal do atleta (Personal best)    | Recorde da Oceania    | Recorde da Oceania (Oceania)          | DSQ / DQ                   | Desclassificado (Disqualified)            |   |                                      |
| Recorde da temporada             | Recorde da temporada do atleta (Season best) | Recorde sul-americano | Recorde sul-americano (South America) | NM                         | Sem marca (No mark)                       |   |                                      |